# Martin Karplus
Martin Karplus (født 15. marts 1930, død 28. december 2024) var en østrigsk-født amerikansk teoretisk kemiker. Han var Theodore William Richards Professor emeritus i kemi på Harvard University. Han var også direktør for den Biofysiske Kemilaboratorium, der er et samarbejde mellem French National Center for Scientific Research og University of Strasbourg, Frankrig. I år 2013 modtog Karplus nobelprisen i kemi sammen med Michael Levitt og Arieh Warshel, for "udvikling af multiskalamodeller for komplekse kemiske systemer".